# Сілезія (провінція)
Ця стаття про Прусську провінцію XIX–XX століть. Про середньовічне князівство див. Сілезьке князівство; про сьогоденний поділ Польщі — Сілезьке воєводство.
Провінція Сілезія (нім. Provinz Schlesien; пол. Prowincja Śląsk) була провінцією Пруссії з 1815 до 1919. Столицею провінції було місто Вроцлав (нім. Бреслав). За часів Веймарської республіки, з 1919, Сілезія ділилася на окремі провінції Верхня Сілезія і Нижня Сілезія. Дві провінції об'єднувались в єдину провінцію у 1938–1941 роках.

## Історія
У 1740, король Пруссії Фрідріх II анексував більшість Сілезії за часів війни за австрійську спадщину (1740—1748). Наприкінці війни, Прусське королівство завоювало майже всю Сілезію, за винятком південного сходу — Тешинського та Опавського князівств, які збереглися як володіння Габсбурзької імперії, (Австрійська Сілезія).
Семирічна війна (1756—1763) підтвердила Прусський контроль над більшістю Сілезії, і вона стала однією з найлояльніших територій Пруссії. Території Пруссії були реорганізовані в 1815, після Наполеонівських війн. Провінція Сілезія була створена з територій Сілезії, придбаними Пруссією у Сілезьких війнах, а також з терен Верхньої Лужиці біля Гьорліца, яка була колись частиною Саксонського королівства.
1871 року як прусська провінція Сілезія стала частиною Німецької імперії під час об'єднання Німеччини. Велика індустріалізація Сілезії привела багато людей на ці терени в той час. За твердженням перепису 1905 року, три чверті мешканців були німцями, а також велика частина населення на схід від Одеру були поляки.
Після Першої світової війни деякі частини Провінції Сілезія були переданні Польщі і Чехословаччині (Чеська Сілезія). 1919 року частини, що залишились у Німеччини, були реорганізовані в дві провінції  Нижня Сілезія (Niederschlesien) і Верхня Сілезія (Oberschlesien). Між 1938 і 1941 роками Верхня і Нижня Сілезія були знову короткостроково об'єднанні в одну провінцію.
Більшість Сілезії нині — у складі Польщі, більшість німців було депортовано після Другої світової війни. Незначні частини колишньої Провінції Сілезія лежать у межах сучасної Німеччини (Нижньосілезька Верхня Лужиця (район)).